# Evergestis laristanalis
Evergestis laristanalis là một loài bướm đêm trong họ Crambidae.